# Clemson, South Carolina
Clemson är en stad (city) i Anderson County, och Pickens County, i South Carolina. Clemson University ligger i den delen av staden som är belägen i Pickens County. Universitetet grundades på platsen där John C. Calhoun hade haft sin plantage av hans svärson Thomas Green Clemson. Vid 2010 års folkräkning hade Clemson 13 905 invånare.